# میس المپیا

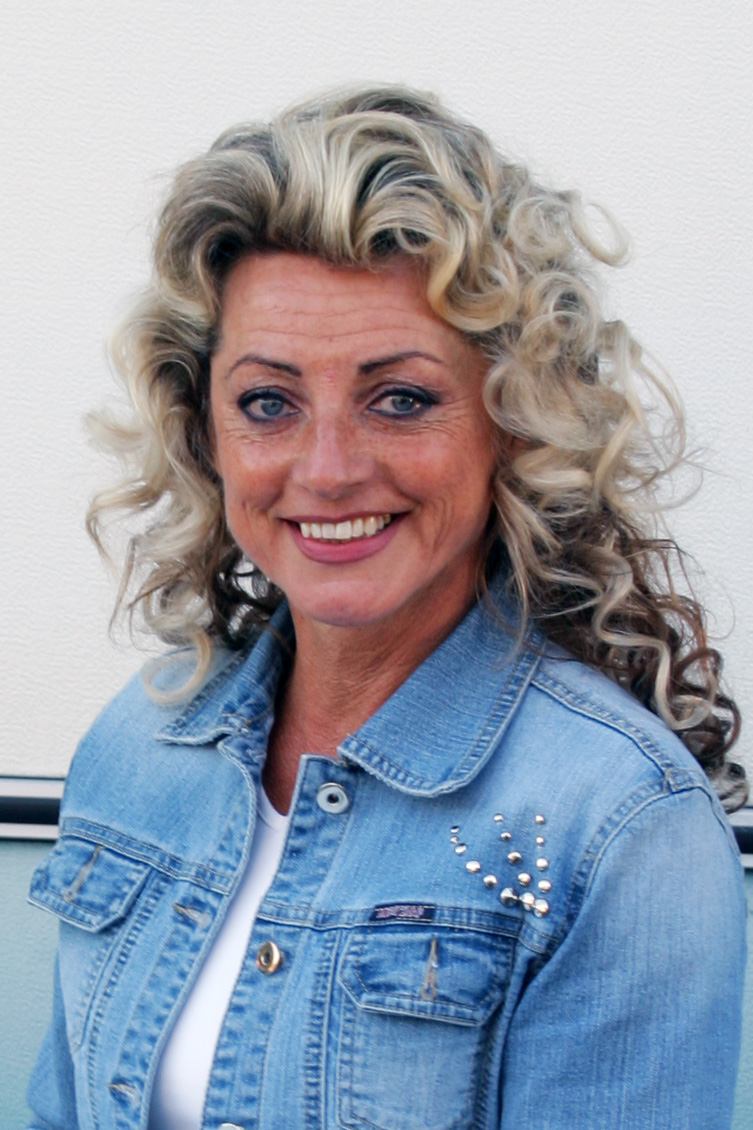
کیکه الوما برنده میس المپیا ۱۹۸۱

لیگ حرفه‌ای آی‌اف‌بی‌بی (به انگلیسی: IFBB Pro League) که در ابتدا خانم المپیا (به انگلیسی: Ms. Olympia) نام داشت، معتبرترین مسابقه بدنسازی زنان و عنوان قهرمان در بدن‌سازی زنان است، که سالانه توسط فدراسیون جهانی بدن‌سازی و تناسب‌اندام برگزار می‌شود. این مسابقات در ابتدا در سال ۱۹۸۰ برگزار شد. این رویداد به عنوان بخشی از هفته تناسب اندام و عملکرد جو ویدر از سال ۲۰۰۰ تا ۲۰۱۴ و از سال ۲۰۲۰ به بعد برگزار شد.
معادل حرفه‌ای مردانهٔ میس‌المپیا، مستر المپیا نام دارد. معادل طبیعی حرفه‌ای بدنسازی زنان برای میس المپیا، آی‌ان‌بی‌ای/پی‌ان‌بی‌ای (به انگلیسی: INBA/PNBA Natural Olympia)  است.

## دوره انحلال خانم المپیا
در سال ۲۰۱۴، لیگ حرفه ای (IFBB) رقابت‌های میس المپیا (Ms. Olympia) را بدون ذکر دلیل صریح منحل کرد، بدون اینکه کوچک‌ ترین اشاره ای در مورد زمان از سرگیری این رقابت‌ها شود. با توجه به این ادعا که دیگر هواداران علاقه ای به این رقابت‌ها ندارند، لیگ حرفه ای بدنسازی بانوان، توسط این سازمان لغو شد. چگونگی‌ و چرایی کنار گذاشتن رقابت‌های میس المپیا خود گویای موانع پیش روی این ورزش برای بانوان می‌باشد. مخصوصا این موضوع که بدن قابل قبول برای زنان باید به چه شکلی‌ باشد یا نباشد. چنین سوالاتی بسیار قبل تر از رقابت‌های میس المپیا، بدنسازی بانوان را تحت تاثیر قرار داده بود.سرانجام در سال 2020 مسابقات خانم المپیا مجدد به لیگ حرفه ای اضافه شد.

## برندگان
| سال  | Overall                 | سبک وزن             | سنگین‌وزن          | مکان برگزاری                                                                                  |
| ---- | ----------------------- | ------------------- | ----------------- | --------------------------------------------------------------------------------------------- |
| ۱۹۸۰ | راشل مک‌لیش              |                     |                   | فیلادلفیا، پنسیلوانیا، ایالات متحده                                                           |
| ۱۹۸۱ | کیکه الوما              |                     |                   | فیلادلفیا، ایالات متحده                                                                       |
| ۱۹۸۲ | راشل مک‌لیش              |                     |                   | آتلانتیک سیتی، نیوجرسی، ایالات متحده                                                          |
| ۱۹۸۳ | کارلا دونلپ             |                     |                   | وارمینستر، پنسیلوانیا، ایالات متحده.                                                          |
| ۱۹۸۴ | کوری اورسون             |                     |                   | مونترآل، کانادا                                                                               |
| ۱۹۸۵ | کوری اورسون             |                     |                   | نیویورک، ایالات متحده.                                                                        |
| ۱۹۸۶ | کوری اورسون             |                     |                   | نیویورک، ایالات متحده                                                                         |
| ۱۹۸۷ | کوری اورسون             |                     |                   | نیویورک، ایالات متحده                                                                         |
| ۱۹۸۸ | کوری اورسون             |                     |                   | نیویورک، ایالات متحده                                                                         |
| ۱۹۸۹ | کوری اورسون             |                     |                   | نیویورک، ایالات متحده                                                                         |
| ۱۹۹۰ | لندا مورای              |                     |                   | نیویورک، ایالات متحده                                                                         |
| ۱۹۹۱ | لندا مورای              |                     |                   | لس‌آنجلس، ایالات متحده                                                                         |
| ۱۹۹۲ | لندا مورای              |                     |                   | شیکاگو، ایالات متحده                                                                          |
| ۱۹۹۳ | لندا مورای              |                     |                   | نیویورک، ایالات متحده                                                                         |
| ۱۹۹۴ | لندا مورای              |                     |                   | آتلانتا، ایالات متحده                                                                         |
| ۱۹۹۵ | لندا مورای              |                     |                   | آتلانتا، ایالات متحده                                                                         |
| ۱۹۹۶ | Kim Chizevsky           |                     |                   | شیکاگو، ایالات متحده                                                                          |
| ۱۹۹۷ | Kim Chizevsky           |                     |                   | نیویورک، ایالات متحده                                                                         |
| ۱۹۹۸ | Kim Chizevsky           |                     |                   | پراگ، جمهوری چک                                                                               |
| ۱۹۹۹ | Kim Chizevsky           |                     |                   | سیکوکس، نیوجرسی، ایالات متحده                                                                 |
| ۲۰۰۰ | – None –                | Andrulla Blanchette | Valentina Chepiga | سالن مندلی بی، پارادایس، ایالات متحده                                                         |
| ۲۰۰۱ | ژولیت برگمان            | ژولیت برگمان        | اریس کایل         | Mandalay Bay Arena، پارادایس، ایالات متحده                                                    |
| ۲۰۰۲ | لندا مورای              | Jاریس کایل          | لندا مورای        | Mandalay Bay Arena، پارادایس، ایالات متحده                                                    |
| ۲۰۰۳ | لندا مورای              | اریس کایل           | لندا مورای        | Mandalay Bay Arena، پارادایس، ایالات متحده                                                    |
| ۲۰۰۴ | اریس کایل               | Dayana Cadeau       | اریس کایل         | Mandalay Bay Arena، پارادایس، ایالات متحده                                                    |
| ۲۰۰۵ | یاکسنی یوریکوئین گارسیا |                     |                   | مرکز کنوانسیون لاس وگاس، وینچستر، ایالات متحده اورلئان هتل و کازینو، پارادایس، ایالات متحده   |
| ۲۰۰۶ | اریس کایل               |                     |                   | مرکز کنوانسیون لاس وگاس، وینچستر، ایالات متحده. اورلئان هتل و کازینو، پارادایس، ایالات متحده. |
| ۲۰۰۷ | اریس کایل               |                     |                   | مرکز کنوانسیون لاس وگاس، وینچستر، ایالات متحده. اورلئان هتل و کازینو، پارادایس، ایالات متحده. |
| ۲۰۰۸ | اریس کایل               |                     |                   | مرکز کنوانسیون لاس وگاس، وینچستر، ایالات متحده. اورلئان هتل و کازینو، پارادایس، ایالات متحده. |
| ۲۰۰۹ | اریس کایل               |                     |                   | مرکز کنوانسیون لاس وگاس، وینچستر، ایالات متحده. اورلئان هتل و کازینو، پارادایس، ایالات متحده. |
| ۲۰۱۰ | اریس کایل               |                     |                   | مرکز کنوانسیون لاس وگاس، وینچستر، ایالات متحده. اورلئان هتل و کازینو، پارادایس، ایالات متحده. |
| ۲۰۱۱ | ااریس کایل              |                     |                   | مرکز کنوانسیون لاس وگاس، وینچستر، ایالات متحده. اورلئان هتل و کازینو، پارادایس، ایالات متحده. |
| ۲۰۱۲ | اریس کایل               |                     |                   | مرکز کنوانسیون لاس وگاس، وینچستر، ایالات متحده. اورلئان هتل و کازینو، پارادایس، ایالات متحده. |
| ۲۰۱۳ | اریس کایل               |                     |                   | مرکز کنوانسیون لاس وگاس، وینچستر، ایالات متحده. اورلئان هتل و کازینو، پارادایس، ایالات متحده. |
| ۲۰۱۴ | اریس کایل               |                     |                   | مرکز کنوانسیون لاس وگاس، وینچستر، ایالات متحده. اورلئان هتل و کازینو، پارادایس، ایالات متحده. |
| ۲۰۲۰ | آندریا شاو              |                     |                   |                                                                                               |
| ۲۰۲۱ | آندریا شاو              |                     |                   |                                                                                               |
| ۲۰۲۲ | آندریا شاو              |                     |                   |                                                                                               |
| ۲۰۲۳ | آندریا شاو              |                     |                   |                                                                                               |

| قهرمان خانم المپیا      | سال(ها)                                                                                        | تعداد قهرمانی                |
| ----------------------- | ---------------------------------------------------------------------------------------------- | ---------------------------- |
| اریس کایل               | ۲۰۰۱ (سنگین‌وزن), ۲۰۰۴ (مجموع و سنگین‌وزن), ۲۰۰۶، ۲۰۰۷، ۲۰۰۸، ۲۰۰۹، ۲۰۱۰، ۲۰۱۱، ۲۰۱۲، ۲۰۱۳، ۲۰۱۴ | ۱۰ مجموع و ۲ سنگین‌وزن        |
| لندا مورای              | ۱۹۹۰، ۱۹۹۱، ۱۹۹۲، ۱۹۹۳، ۱۹۹۴، ۱۹۹۵، ۲۰۰۲ (overall & heavyweight), 2003 (overall & heavyweight) | ۸ مجموع و ۲ سنگین‌وزن         |
| کوری اورسون             | ۱۹۸۴، ۱۹۸۵، ۱۹۸۶، ۱۹۸۷، ۱۹۸۸، ۱۹۸۹                                                             | ۶                            |
| Kim Chizevsky           | ۱۹۹۶، ۱۹۹۷، ۱۹۹۸، ۱۹۹۹                                                                         | ۴                            |
| آندریا شاو              | ۲۰۲۳، ۲۰۲۲، ۲۰۲۱، ۲۰۲۰                                                                         | ۴                            |
| Juliette Bergmann       | ۲۰۰۱ (overall & lightweight), ۲۰۰2 (lightweight), ۲۰۰3 (lightweight)                           | ۱ overall and 3 lightweights |
| راشل مک‌لیش              | ۱۹۸۰، ۱۹۸۲                                                                                     | ۲                            |
| Kike Elomaa             | ۱۹۸۱                                                                                           | ۱                            |
| Carla Dunlap            | ۱۹۸۳                                                                                           | ۱                            |
| یاکسنی یوریکوئین گارسیا | ۲۰۰۵                                                                                           | ۱                            |
| Valentina Chepiga       | ۲۰۰0 (heavyweight)                                                                             | ۱ heavyweight                |
| Andrulla Blanchette     | ۲۰۰0 (lightweight)                                                                             | ۱ lightweight                |
| Dayana Cadeau           | ۲۰۰4 (lightweight)                                                                             | ۱ lightweight                |

## پیوندد به بیرون
- وبگاه اصلی خانم المپیا
- Competition Results